# Takeuchi
Takeuchi (jap. 株式会社竹内製作所 Kabushiki-gaisha Takeuchi Seisakujo) – japoński producent maszyn budowlanych.
Przedsiębiorstwo zostało założone w Sakaki 21 sierpnia 1963 roku. Jej pierwszym prezesem był Akio Takeuchi.

## Historia
- Sierpień 1963 – założenie firmy
- Luty 1979 – założenie filii w Stanach Zjednoczonych
- Październik 1996 – założenie filii w Wielkiej Brytanii
- Czerwiec 2000 – założenie filii we Francji
- Kwiecień 2006 – założenie filii w Chinach

Pierwszym prezesem przedsiębiorstwa do 2019 roku był Akio Takeuchi. Na zgromadzeniu akcjonariuszy w Atlancie ustąpił ze stanowiska. Nowym, drugim w historii prezesem został jego syn Toshiya Takeuchi.

## Produkowane modele

### Koparki gąsienicowe[3]
- TB210R
- TB215R
- TB216
- TB216H
- TB219
- TB225
- TB23R
- TB228
- TB230
- TB235
- TB235-2
- TB138FR
- TB240
- TB250
- TB250-2
- TB153FR
- TB260
- TB285
- TB290
- TB280FR
- TB1140
- TB1140 Series 2
- TB2150
- TB2150R

### Koparki kołowe[3]
- TB295W
- TB1160W

### Ładowarki gąsienicowe[4]
- TL6R
- TL8
- TL10V-2
- TL12R-2
- TL12V-2

### Ładowarki kołowe[5]
- TW40
- TW65
- TW65 Series 2
- TW80
- TW80 Series 2
- TW95
- TW8AS
- TS80R2
- TS80V2